# Hemithea undifera
Hemithea undifera är en fjärilsart som beskrevs av Walker 1861. Hemithea undifera ingår i släktet Hemithea och familjen mätare. Inga underarter finns listade i Catalogue of Life.